# 汉穆达·萨巴格
汉穆达·萨巴格（阿拉伯语：حمودة يوسف الصباغ；1959年2月10日—），叙利亚人民议会发言人，任职于2017年9月28日。他出生于哈塞克，为首位任此职位的敘利亞東方正統教會成员。